# Andrea Ferretto
Andrea Ferretto (Barbarano Vicentino, 31 ottobre 1864 – Barbarano Vicentino, 14 ottobre 1942) è stato un compositore e inventore italiano.

## Biografia
Andrea Ferretto fu allievo per la composizione di Reginaldo Grazzini al Conservatorio di Venezia. Nel 1893 seguì il maestro nel passaggio al Conservatorio di Firenze e si diplomò infine al Liceo musicale di Bologna. 
Ferretto fu autore di alcune opere liriche, tra cui L'amore di un angelo, Redenti, Idillio tragico, Fantasma (su libretto di Emilio Praga), La violinata (su libretto di Anita Zappa), Luminello, La Tintoretto, di alcune composizioni sinfoniche, di alcune cantate e di molta musica da camera. 
Nel 1920 presentò al pubblico il "dattilomusicografo", un congegno molto simile ad una macchina da scrivere per la produzione di spartiti. Con questo strumento era possibile imprimere tutti gli elementi della musica, nessuno escluso (compresi rigo e parole). Questa invenzione, sebbene apprezzabile e originale, non ebbe la fortuna commerciale sperata. Venne realizzata in diversi modelli, conservati uno nel municipio di Barbarano, altri presso la scuola media e la biblioteca.
Muore il 14 ottobre 1942; riposa nel cimitero di Barbarano Vicentino del comune di Barbarano Mossano.